# モハメド・ワエド
モハメド・ワエド・アブドゥルワハブ・ジャドゥア・アル・バヤティ（アラビア語: محمد وعد عبد الوهاب جدوع البياتي, 英語: Mohammed Waad Abdulwahab Jadoua Al Bayati、1999年9月18日 - ）は、イラク・バグダード出身のサッカー選手。カタール・スターズリーグ・アル・サッド所属。カタール代表。ポジションはMF、DF。アル・シャマルSCでプレーするファハド・ワエドとは双子である。

## 経歴

### クラブ
2016年にアル・サッドのユースからトップチームに昇格したワエドは、2017年1月のリーグ戦で当時17歳という若さでプロデビューを果たす。
2018年にはスペイン3部リーグのクルトゥラル・レオネサにローン移籍し、さらに2019年も出場機会を求めてアル・アハリSCにローン移籍すると3月30日のアル・アラビ・ドーハ戦でプロ初ゴールを決めた。

### 代表
ワエドはイラク出身であるがカタールに帰化し、2020年11月13日に行われたコスタリカ代表との国際親善試合でA代表デビューを果たした。以降、フェリックス・サンチェス・バス率いるカタール代表で先発出場する場合はCBとして起用され、途中出場の場合はMFとしての役割で度々起用される。

## 代表歴

### 出場大会
- カタール代表
  - 2022 FIFAワールドカップ

### 試合数
- 国際Aマッチ 37試合 0得点（2020年-）[1]

| カタール代表 | 国際Aマッチ | 国際Aマッチ |
| 年           | 出場        | 得点        |
| ------------ | ----------- | ----------- |
| 2020         | 3           | 0           |
| 2021         | 13          | 0           |
| 2022         | 9           | 0           |
| 2023         | 12          | 0           |
| 2024         |             |             |
| 通算         | 37          | 0           |

## タイトル

### クラブ
- カタール・スターズリーグ : 2020-21, 2021-22
- アミールカップ : 2019-20, 2020-21
- カタール・カップ : 2021